# Primeiro Império Mexicano
O Império Mexicano (em castelhano: Imperio Mexicano), também conhecido como Império de Iturbide, foi um Estado norte-americano no século XIX no território do atual México. Foi governado como uma monarquia constitucional, tendo Agostinho de Iturbide como seu primeiro e único imperador, sob o nome de Agostinho I. Formado logo após o processo de Independência do México do Império Espanhol em 1821, foi a única ex-colônia do mesmo império a constituir-se como uma monarquia constitucional pós-independência. Foi uma das poucas monarquias independentes da era moderna que existiram na América, juntamente com o Império Brasileiro, o Primeiro e Segundo Impérios Haitianos, e o Segundo Império Mexicano.
Seu período histórico compreende desde a assinatura do Tratado de Córdoba e da declaração de independência do Império Mexicano em setembro de 1821 até o decreto de 8 de abril de 1823 do Soberano Congresso Constituinte Mexicano, em que se anulou a validade da coroação de Agostinho I, e o estabelecimento do Supremo Poder Executivo em 1823.
Seu território correspondia ao antigo vice-reinado da Nova Espanha, com exceção das capitanias gerais de Cuba, Santo Domingo e Filipinas. As províncias do antigo Reino da Guatemala, reunidas militarmente sob a Capitania Geral da Guatemala, foram posteriormente anexadas ao Império Mexicano. 
Como em 1863 foi estabelecido o Segundo Império Mexicano, esse período passou a ser conhecido como Primeiro Império Mexicano. Ambos os impérios não possuem conexão direta.

## História

### Antecedentes
Quando o imperador Napoleão I nomeou o seu irmão José Bonaparte rei da Espanha em 1808, forçando a abdicação de Carlos IV e depois de Fernando VII, e por conseguinte, removendo a dinastia dos Bourbons do trono espanhol, as ligações da metrópole com as suas colônias americanas enfraqueceram, produzindo-se levantamentos populares na parte peninsular do Vice-Reino da Nova Espanha de escala nunca antes vista na colônia. A Guerra de Independência do México iniciou-se em 1810, consequência, em última instância, da homogeneização da opinião pública entre as diferentes classes sociais frente à abdicação não consentida por elas do imperador. Esse conflito prolongou-se até 1821, ano em que as tropas independentistas entraram na Cidade do México e em que foi assinado o Tratado de Córdoba pelo qual a Espanha reconhecia a independência do México. 
A luta pela independência foi constituída por setores heterogêneos da sociedade mexicana. Interesses de grandes mineradores, comerciantes e agricultores, que compunham a oligarquia colonial e que se beneficiavam do comércio interno que se constituía no México após as Reformas Borbônicas, se convergiam com os da Igreja, proprietária de um grande número de terras rurais arrendadas, e que, por sua vez, iam de encontro com as demandas do campesinato, composto majoritariamente por uma população trabalhadora indígena, pelo acesso às terras para cultivo. Tal reivindicação se observa, também, nos discursos de Miguel Hidalgo.
A década de 1810 foi palco de diversos conflitos políticos e instabilidade interna na Nova Espanha. Os principais grupos em conflito nesse primeiro período foram os insurgentes e os realistas, sendo esse segundo grupo composto pela elite ainda fiel a Felipe VII e ao regime monárquico em geral. É nesse período que Agostinho de Iturbide, futuro imperador e que nesse período ainda lutara do lado dos realistas, ganha destaque através de suas atividades militares, tendo participado de batalhas contra personagens do tipo de José María Morelos.

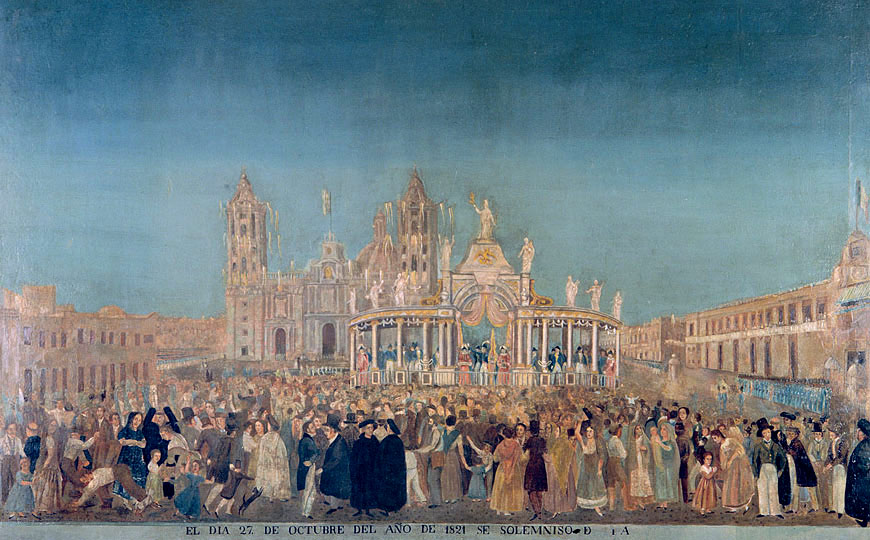
Anônimo. Representação da chegada do Exército Trigarante na Cidade do México em 1821.

A partir de 1820, com a restauração da Constituição de 1812 na Espanha por Fernando VII e o início do chamado "Triênio Liberal", novos medos afloraram entre a elite realista na Nova Espanha. Nesse contexto, os focos de conflito militar se mantinham na supressão das guerrilhas rebeldes na região de Guerrero lideradas por Pedro Ascencio e Vicente Guerrero. Tendo em vista as ameaças aos estatutos e privilégios que a elite criolla desfrutava no Vice-Reino representadas pela ascensão liberal na Espanha, Iturbide, agora comandante do distrito militar do sul da Nova Espanha, que se estendia de Taxco ao porto de Acapulco, organiza uma frente militar ao governo espanhol de caráter independentista e conservador, formando o Exército das Três Garantias ao aliar-se com os insurgentes liderados por Vicente Guerrero. A sua formação foi oficializada no Plano de Iguala, que institucionalizava a luta e estabelecia como seus objetivos a total independência da Nova Espanha, a defesa da religião católica apostólica romana como soberana e única no território, e a união e igualdade entre todos os habitantes da Nova Espanha. O plano não englobava a alteração dos estatutos sociais vigentes na Nova Espanha, pois permitia a preservação da propriedade privada e retenção de postos públicos, e agradava as elites econômicas, eclesiásticas e também certos membros do exército, garantindo a adesão dos últimos caudilhos insurgentes.
Em 29 de setembro de 1821, o Exército Trigarante entra na Cidade do México, dissolve o governo do vice-rei, e nomeia o ex-Vice Reino como uma monarquia constitucional moderada pelo congresso, com Agostinho de Iturbide agindo, por escolha unânime, como Presidente da Regência do Império.  

### Regência
Logo após a chegada do Exército Trigarante na Cidade do México, Agostinho de Iturbide constituiu uma Junta Provisional Governativa, como previsto nas resoluções 5, 6, 7 e 8 do Plano de Iguala, excluindo membros das facções ora insurgentes durante o processo de independência. Como presidente da Regência, Iturbide convocou eleições para deputados do Congresso Nacional, que redigiriam a constituição do império. Os deputados foram eleitos e começaram seus trabalhos no dia 24 de fevereiro de 1822, data que também marca, consequentemente, a dissolução da Junta Provisional Governativa.

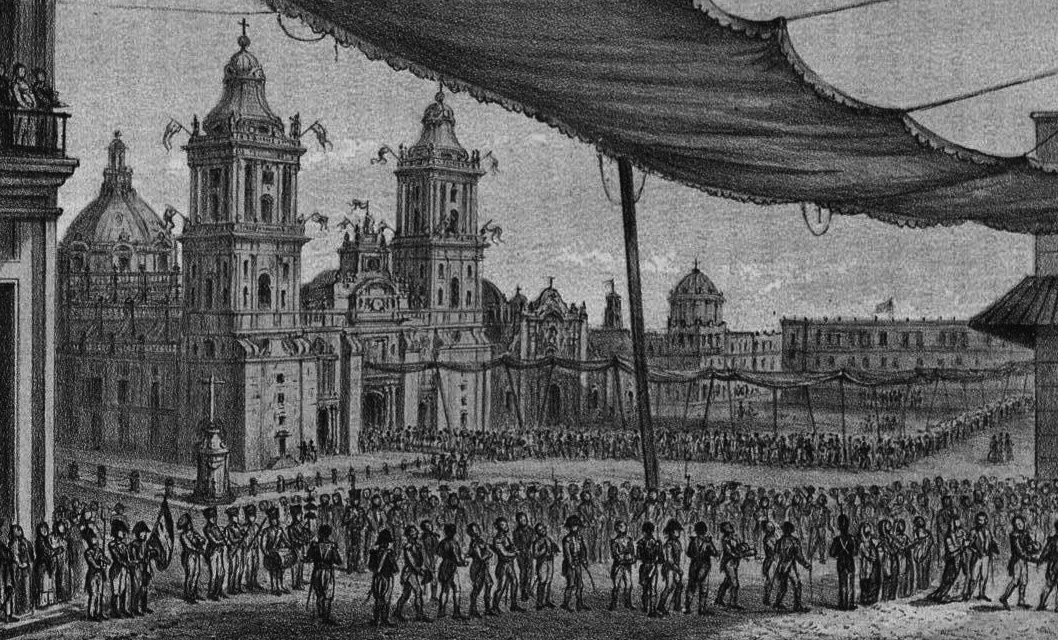
Hesiquio Iriarte. Representação litográfica da coroação de Agostinho I em 1822.

Frente às pressões internas causadas pela crise econômica advinda da dívida gerada pelos conflitos dos anos anteriores, a falta de mecanismos de arrecadação fiscal e a pouca experiência dos governantes, surgiram rumores entre o povo de que Iturbide considerava renunciar ao cargo de presidente da Regência. As divergências entre os projetos políticos dos grupos que compunham o congresso, enquanto isso, se agravavam. Os monarquistas apoiavam o projeto monárquico moderado pelo congresso lastreado no Plano de Iguala; os republicanos temiam um governo absolutista e apoiavam ideais similares àquelas que constituíram o governo dos Estados Unidos da América; e os borbonistas estavam divididos: pendiam para o lado dos monarquistas somente caso o monarca fosse um Bourbon. Foi enviado um convite para a Espanha, em busca de algum nobre que quisesse assumir o trono, porém não foi correspondido, visto que fazê-lo seria contrariar o rei Fernando VII.
Dada à força do movimento iturbidista, aproveitaram esse vácuo de poder no trono e a popularidade de Iturbide como figura da libertação nacional, ameaçada pelos rumores de renúncia, para encabeçar diversas manifestações que pressionassem o congresso a nomear Agostinho de Iturbide imperador. Na noite de 18 de Maio de 1822, uma manifestação organizada pelo Regimento de Celaya, que Iturbide comandara durante a guerra, tomou as ruas da Cidade do México exigindo que Iturbide fosse coroado. No dia 19 de Maio, o Congresso Soberano nomeou-o imperador, sem consultar as províncias, e em 21 de Maio de 1822 foi publicado o decreto que confirmava oficialmente esta nomeação, a qual, formalmente, era apenas temporária até que fosse encontrado um nobre europeu que quisesse governar o México, como se fez no Segundo Império Mexicano com Maximiliano de Habsburgo-Lorena. O título oficial de Iturbide era "Pela Providência Divina e pelo Congresso Nacional, Primeiro Imperador Constitucional do México". A sua coroação teve lugar em 21 de Julho de 1822, na Catedral da Cidade do México.

### Reinado e queda de Agostinho I
As divergências de projeto político entre os diferentes grupos mexicanos que já se começavam a manifestar durante a Regência viram seu ápice durante o governo de Agostinho I como imperador. Uma vez tendo ascendido ao trono, os conflitos entre o projeto iturbidista e o projeto republicano exacerbaram-se. Formou-se uma conspiração republicana em Michoacán. Agostinho I, ao tomar conhecimento disto, mandou prender os envolvidos, como Anastasio Bustamante, futuro presidente do México, o frei José Servando Teresa de Mier y Noriega y Guerra e 13 outros deputados, e tentou reduzir o número de delegados no congresso. Frente a resistência do mesmo congresso a essas medidas, Agostinho I o dissolve no dia 31 de outubro de 1822, e o substitui com uma junta integrada composta por 45 deputados iturbidistas. Justificou a dissolução afirmando que os projetos liberal e republicano eram utópicos para a realidade do México. Fortalecendo as acusações que chamavam Agostinho I de déspota, a supressão do congresso fortaleceu as lutas dos liberais e dos borbonistas, que passam a lutar abertamente contra o governo. No dia 1 de janeiro de 1823, Antonio López de Santa Anna, futuro presidente do México, organiza uma revolta de cunho republicano em Veracruz, a qual se somam líderes das movimentações que foram insurgentes durante a independência, como Guadalupe Victoria, Vicente Guerrero, que antes tinha apoiado Iturbide, e Nicolás Bravo. O movimento em Veracruz não é sufocado como os demais, pois Victoria possuía um acordo com o general do Exército Trigarante, José Antonio Echávarri, um borbonista, e que juntos assinaram o Plano de Casa Mata, clamando por uma república. Muitas cidades aderem ao movimento e, temendo por sua própria vida à medida que a rebelião ganhava maior expressão, o imperador ordenou ao congresso dissolvido que voltasse a reunir em 4 de Março de 1823. 

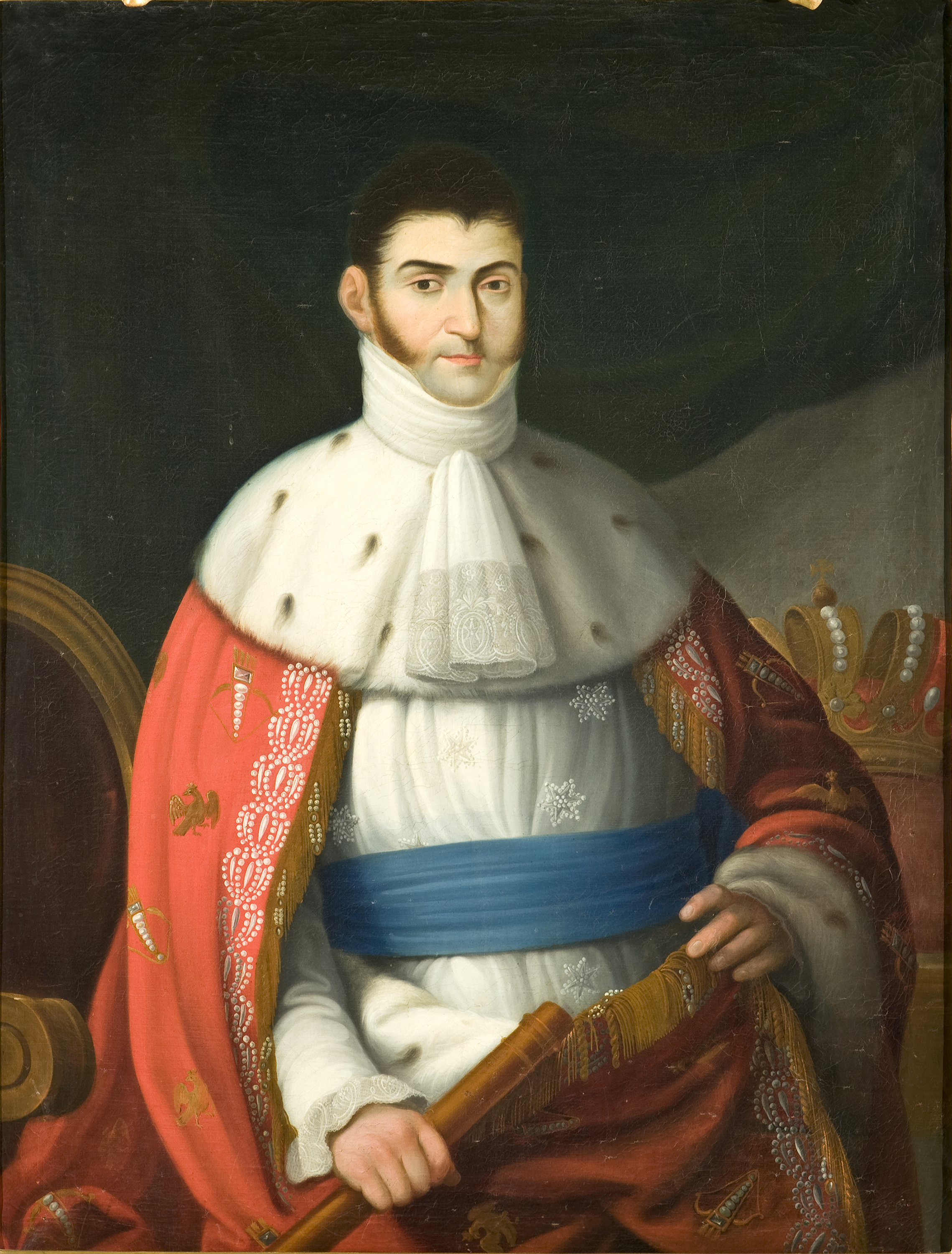
Anônimo. Retrato de Agostinho de Iturbide do século XIX, atualmente parte do acervo do Museu Nacional de História do México (MNH).

No dia 19 de março de 1823, em sessão noturna do congresso, Agostinho I anuncia a sua abdicação e parte ao exílio na Europa. O congresso reestabelecido proclama a república. O triunvirato constituído provisoriamente enquanto se estabelecia uma constituição adequada foi composto por Guadalupe Victoria, Nicolás Bravo e o general Pedro Celestino Negrete, um iturbidista. A Igreja e o exército ainda ocupavam posição de destaque na política. Em abril de 1824, o congresso, após declarar a nulidade da coroação de Iturbide, declarou-o traidor. Quando este regressou ao México em 14 de julho do mesmo ano, foi detido à chegada a Tamaulipas e executado por fuzilamento.

### Legado
A memória posterior do Primeiro Império Mexicano o vê como uma breve interrupção da marcha revolucionária iniciada em 1810 e que somente teria se concretizado efetivamente com o fim do Império e a Proclamação da República em 1824. Por sua vez, a figura de Iturbide ganha caráter de traidor e antiherói nessa concepção.
A figura do imperador é geralmente resgatada por movimentos políticos conservadores e tradicionalistas, mas o foco desses resgates se mantém no papel de Iturbide como personagem chave no processo de Independência da nação, e não no seu papel como imperador em si.  O Museu Nacional de Historia, na Cidade do México, sediado no Castelo de Chapultepec, residência imperial durante o Segundo Império, dedica parte de seu acervo a artefatos relacionados ao Primeiro Império.

## Governo, política e sociedade

### Imperador
Agostinho de Iturbide, presidente do Conselho da Regência, foi proclamado imperador pelo Congresso Constituinte, apoiado pelo povo e pelo exército em 1822. Dissolveu o mesmo congresso no final do mesmo ano, após descobrir uma conspiração que o removeria do trono. Pouco depois, Antonio López de Santa Anna proclamou a república no Plano de Casa Mata. Agostinho I reinstaurou o congresso e abdicou frente a ele.
| Casa de Iturbide (1822-1823) |  |                         |                    |                     |                                              |
|                              |  | Agostinho I (1783-1824) | 19 de maio de 1822 | 19 de março de 1823 | Ana María Huarte (1786-1861) casados em 1805 |

### Economia
Com a Independência do México e o estabelecimento do livre comércio, o setor exportador da economia, que antes era dominante, perde seu destaque. De forma similar, os grandes proprietários de minas e as grandes casas de comércio europeias perdem sua situação economicamente privilegiada. Já na época da Regência, foram removidos os entraves econômicos à indústria interna mexicana e ao comércio interno em geral que eram impostos à Nova Espanha enquanto colônia. Ainda assim, o Império nascia sobre bases econômicas instáveis, já que a Guerra de Independência havia ocasionado a contração de uma dívida de 45 milhões de pesos.
Nesse contexto economicamente complexo, o governo mexicano teria estabelecido uma relação de dependência com os empréstimos de comerciantes estrangeiros e nacionais, que emprestavam dinheiro a curto prazo, mas com altas taxas de juros, os chamados agiotas. 50% da arrecadação pública bruta viria das contribuições aduaneiras externas e do Distrito Federal, 12,5% dos monopólios e 2.1% de impostos diretos sobre atividades como a mineração, a agricultura, e as atividades comerciais do povo.

### Política indigenista

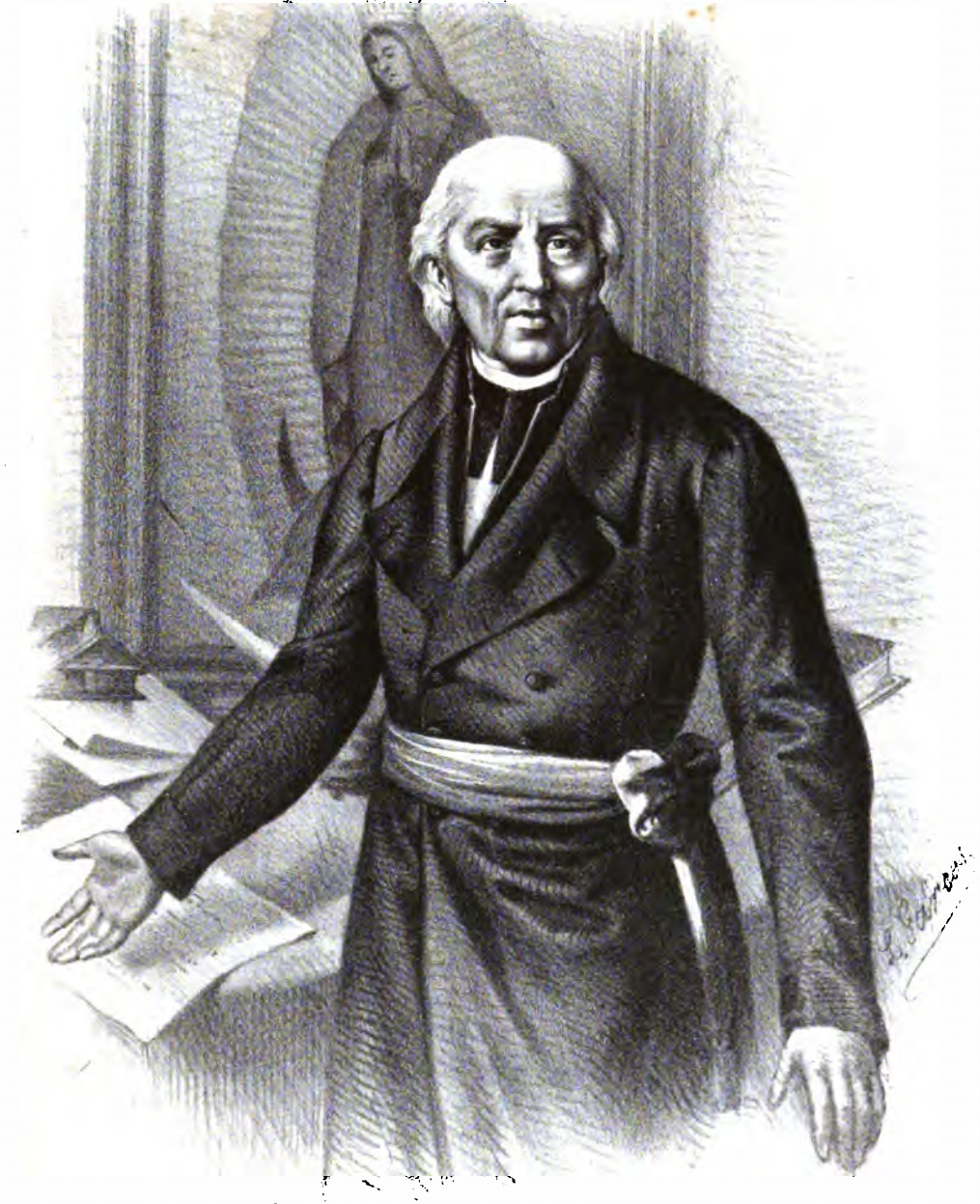
Luis Garcés. Litografia de Miguel Hidalgo. Los gobernantes de México: Galería de biografías y retratos de los vireyes, emperadores, presidentes y otros gobernantes que ha tenido México, desde Don Hernando cortes hasta el C. Benito Juarez, vol. 2, p. 6. By Manuel Rivera Cambas. Published by Imp. de J. M. Aguilar Ortiz, 1873.

Os povos indígenas no império constituíam a maioria demográfica do país, mas eram atingidos por condições de pobreza e marginalização social. A posição oficial do Império, enquanto protetor da fé católica, era excludente no que se refere a outras profissões de fé, o que incluía religiões indígenas. Esse aspecto do regime iturbidista, em geral, advém da herança dos ideais da Santa Aliança na Espanha, que surge com a restauração do governo de Felipe VII em 1813.
O Império, ao independizar-se da Espanha, aboliu o tributo imperial sobre as comunidades indígenas e sobre as castas em geral. Contudo, a questão da posse de terras, uma das reivindicações principais do início da luta por independência na fase ainda encabeçada por Miguel Hidalgo e José Maria Morelos, não foi resolvida. Pelo contrário, a luta depois de 1820 adquiriu um caráter defensor dos direitos de propriedade de terras que suplantou as demandas revolucionárias prévias, o que permitiu a adesão da Igreja, principal proprietária das terras cultiváveis arrendadas.

### Organização territorial
Juntando, voluntariamente ou não, outras províncias que também declararam sua independência do Império Espanhol, o Primeiro Império Mexicano estendia-se por mais de 5 milhões de km² sob o governo de Iturbide, a maior extensão territorial da história do México. Em 1822, anexou-se a capitania da Guatemala, que valeu-se da anexação como uma saída para a crise econômica que enfrentava e os riscos de fragmentação pós-independência.
Pelo norte, incluía os atuais estados dos Estados Unidos: California, Nevada, Utah, Arizona, Novo México, Texas. Pelo sul, se estendia até o Istmo do Panamá, incluindo esses atuais países: Guatemala, Belize, El Salvador, Honduras, Nicarágua e Costa Rica.

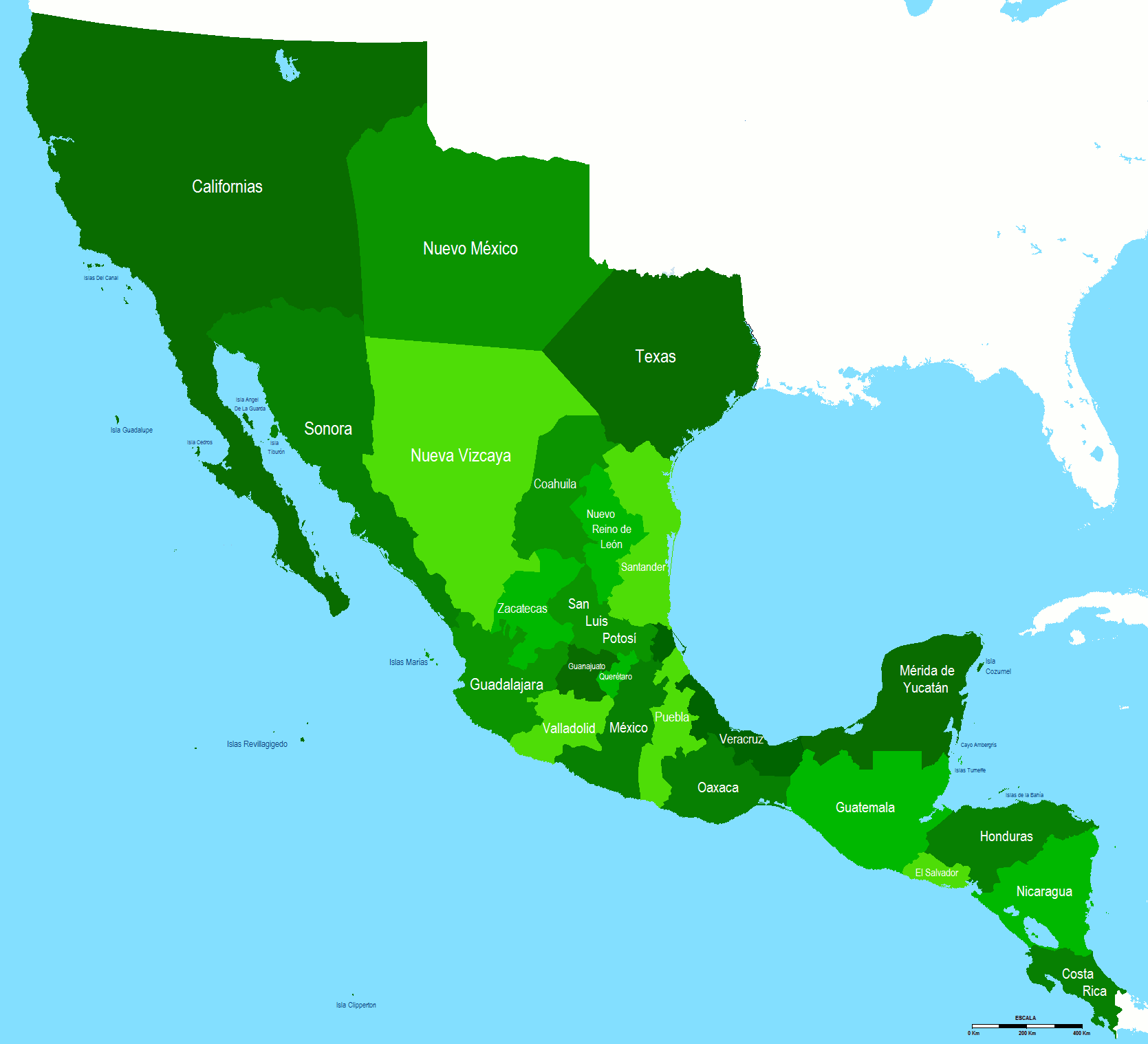
Divisão política do império em 1822.

O Império se dividia em 24 províncias. Essas são:
- As Californias
- Novo México
- Sonora
- Nova Vizcaya
- Texas
- Coahuila
- Novo Reino de León
- Santander
- Zacatecas
- San Luís Potosí
- Guanajuato
- Guadalajara
- Querétaro
- Valladolid
- México
- Puebla
- Veracruz
- Oaxaca
- Mérida de Yucatán
- Guatemala
- El Salvador
- Honduras
- Nicarágua
- Costa Rica